# 賽科格爾山
46°47′54″N 10°51′7″E / 46.79833°N 10.85194°E

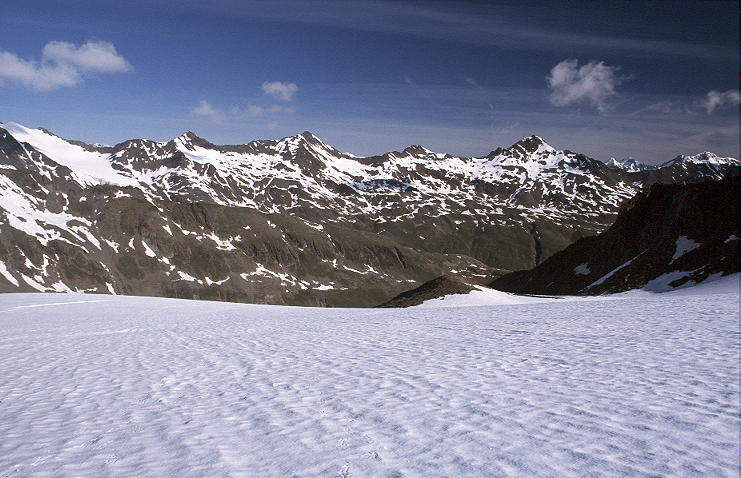

賽科格爾山（德語：Saykogel），是奧地利的山峰，位於該國西部，由蒂羅爾州負責管轄，屬於奧茨塔爾阿爾卑斯山脈的一部分，海拔高度3,355米，每年平均降雨量1,357毫米。